# Александър Голдин
Александър Владиленович Голдин (на английски: Alexander Goldin) е американски шахматист, международен гросмайстор.

## Биография
През 1999 г. участва на Откритото първенство на САЩ, където заема 1-6 м в крайното класиране, но победител в турнира става Алекс Йермолински след плейоф.
На два пъти е победител в турнира „Чикаго Опен“. През 1999 г. поделя първото място с Александър Белявски, Грегори Кайданов, Гиорги Качеишвили, Александър Шабалов, Дмитри Гуревич и Александър Иванов. През 2001 г. отново е победител в турнира с Julian Hodgson.
Голдин спечелва турнира „Уърлд Опен“ през 2001 г. В крайното класиране поделя 1-7 м. с Иля Смирин, Александър Онищук, Леонид Юдасин, Юрий Шулман, Джоел Бенджамин и Александър Иванов, но спечелва плейофа. Същата година поделя първото място на „Континентал Опен“ с Смбат Лпутян и Александър Онищук.